# Matrice compagnon
Pour les articles homonymes, voir Matrice et Compagnon.
En algèbre linéaire, la matrice compagnon du polynôme unitaire 
{\displaystyle p(X)=c_{0}+c_{1}X+\dots +c_{n-1}X^{n-1}+X^{n}\,}
est la matrice carrée suivante,, :
{\displaystyle C(p)={\begin{pmatrix}0&0&\cdots &0&-c_{0}\\1&0&\cdots &0&-c_{1}\\0&1&\cdots &0&-c_{2}\\\vdots &\vdots &\ddots &\vdots &\vdots \\0&0&\cdots &1&-c_{n-1}\\\end{pmatrix}},}
mais il existe d'autres conventions :
- la matrice transposée de celle ci-dessus[4],[5] ;
- une variante de cette transposée : la matrice[6],[7]

{\displaystyle {\begin{pmatrix}-c_{n-1}&-c_{n-2}&\cdots &-c_{1}&-c_{0}\\1&0&\cdots &0&0\\0&1&\cdots &0&0\\\vdots &\vdots &\ddots &\vdots &\vdots \\0&0&\cdots &1&0\\\end{pmatrix}}.}
Le polynôme caractéristique de C(p) est égal à p (ou (–1)np selon la convention choisie pour le polynôme caractéristique) ; en ce sens, la matrice C(p) est la « compagne » du polynôme p.
Si le polynôme p possède n racines distinctes λ1, …,  λn (les valeurs propres de C(p)), alors C(p) est diagonalisable de la façon suivante :
{\displaystyle VC(p)V^{-1}={\mbox{diag}}(\lambda _{1},\dots ,\lambda _{n})\,}
où V est la matrice de Vandermonde associée à λ1, …,  λn. Réciproquement, la matrice compagnon n'est diagonalisable que dans ce cas, puisque ses espaces propres sont de dimension 1.
Si A est une matrice d'ordre n dont les coefficients appartiennent à un corps commutatif K, alors les propositions suivantes sont équivalentes :
- A est semblable à une matrice compagnon à coefficients dans K ;
- le polynôme minimal de A est égal à son polynôme caractéristique ;
- il existe un vecteur v dans Kn tel que (v, Av, A2v, …, An-1v) soit une base de Kn.

Toutes les matrices carrées ne sont pas semblables à une matrice compagnon mais toute matrice est semblable à une matrice composée de blocs de matrices compagnons. De plus, ces matrices compagnons peuvent être choisies de telle sorte que le polynôme caractéristique de chacune divise celui de la suivante ; ils sont alors déterminés de façon unique par A. C'est la forme canonique rationnelle de A.
En automatique, la forme compagnon est aussi appelée la forme canonique de commandabilité. Si une matrice peut se transformer à travers une base en matrice sous la forme compagnon, elle est obligatoirement commandable. 
La forme compagnon est particulièrement utile lorsqu'on dispose d'une fonction de transfert irréductible ou d'une équation différentielle. Selon les coefficients, on peut écrire immédiatement la représentation d'état, qui est l'une des formes les plus efficaces et précises de représentation des systèmes continus ou échantillonnés.